# Feldbacher Tabor
Der Feldbacher Tabor ist eine in der zweiten Hälfte des 15. Jahrhunderts rund um die Kirche der südoststeirischen Stadt Feldbach errichtete Wehranlage (Tabor). Sein Zweck bestand darin, der Bevölkerung in Kriegszeiten Schutz zu bieten. Heute zählt der Feldbacher Tabor zu den besterhaltenen Wehrbauten dieser Art und beherbergt ein Museum.

## Geschichtlicher Hintergrund
Die zweite Hälfte des 15. Jahrhunderts ist in die Geschichte der Steiermark als eine „Zeit der Landplagen“ eingegangen. Das Leben der Bevölkerung war nicht nur durch das Auftreten von Wanderheuschrecken und die Pest bedroht, sondern auch und vor allem durch das sich stark ausbreitende Fehdewesen und die Türkenkriege. Da die Grundherren und der Landesfürst ihrer Schutzverpflichtung für die Untertanen oft nicht nachkommen konnten oder wollten, waren diese nicht selten gezwungen, selbst für ihren Schutz zu sorgen.

## Geschichte des Feldbacher Tabors

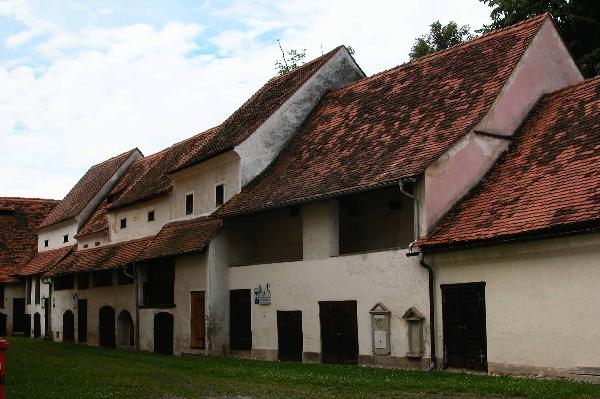
Ansicht des Feldbacher Tabors

1469 war der Markt Feldbach, der bis dahin unbewehrt auf einer Flussterrasse im Raabtal lag, von den Truppen Andreas Baumkirchers († 1471) überfallen und besetzt worden. Dieses Ereignis während der so genannten Baumkircherfehde war offenbar auch der unmittelbare Anlass für die Errichtung des Tabors, an die ein Inschriftstein mit der Jahreszahl 1474 erinnert.

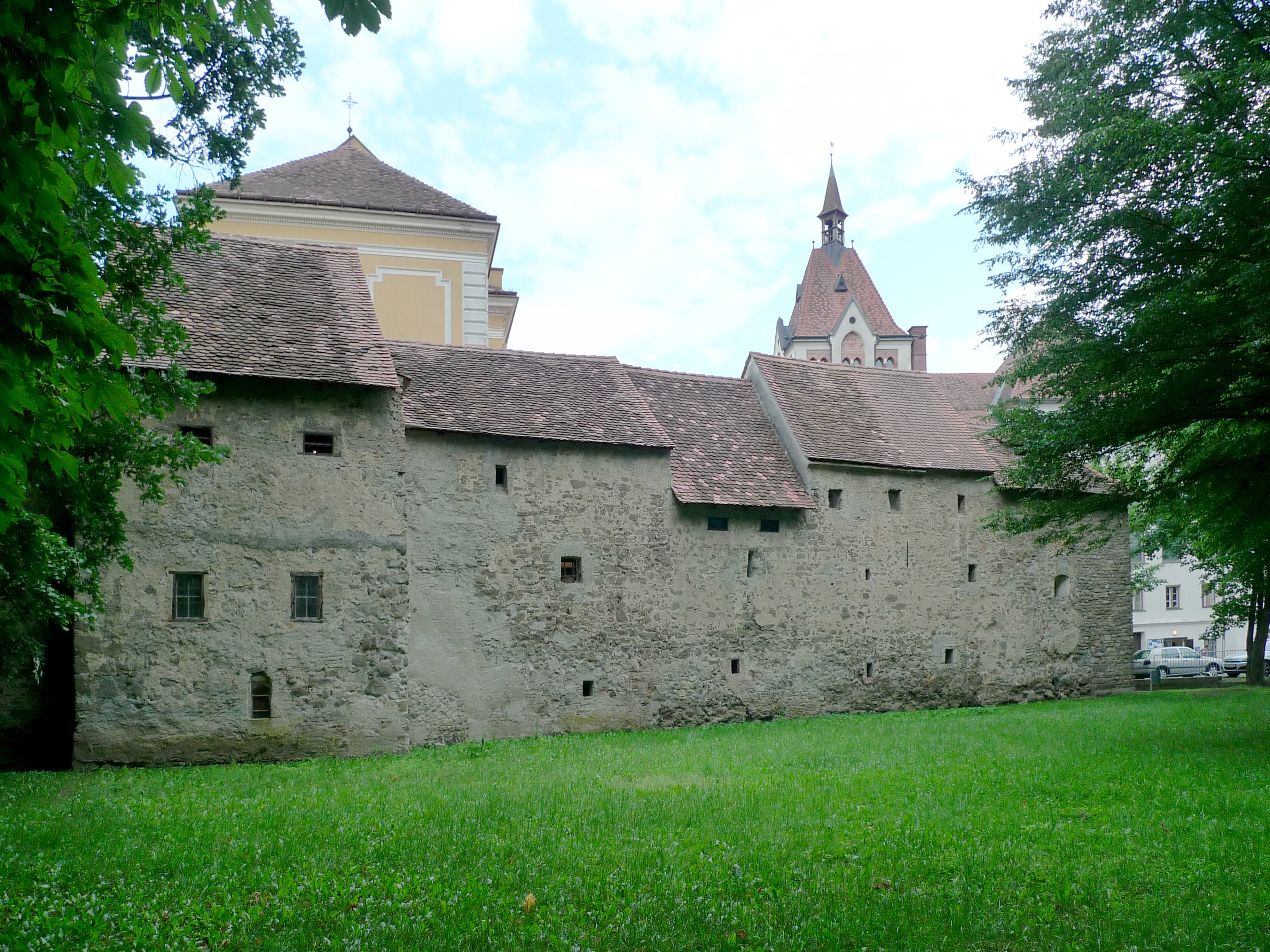
Tabor in Feldbach von Süden

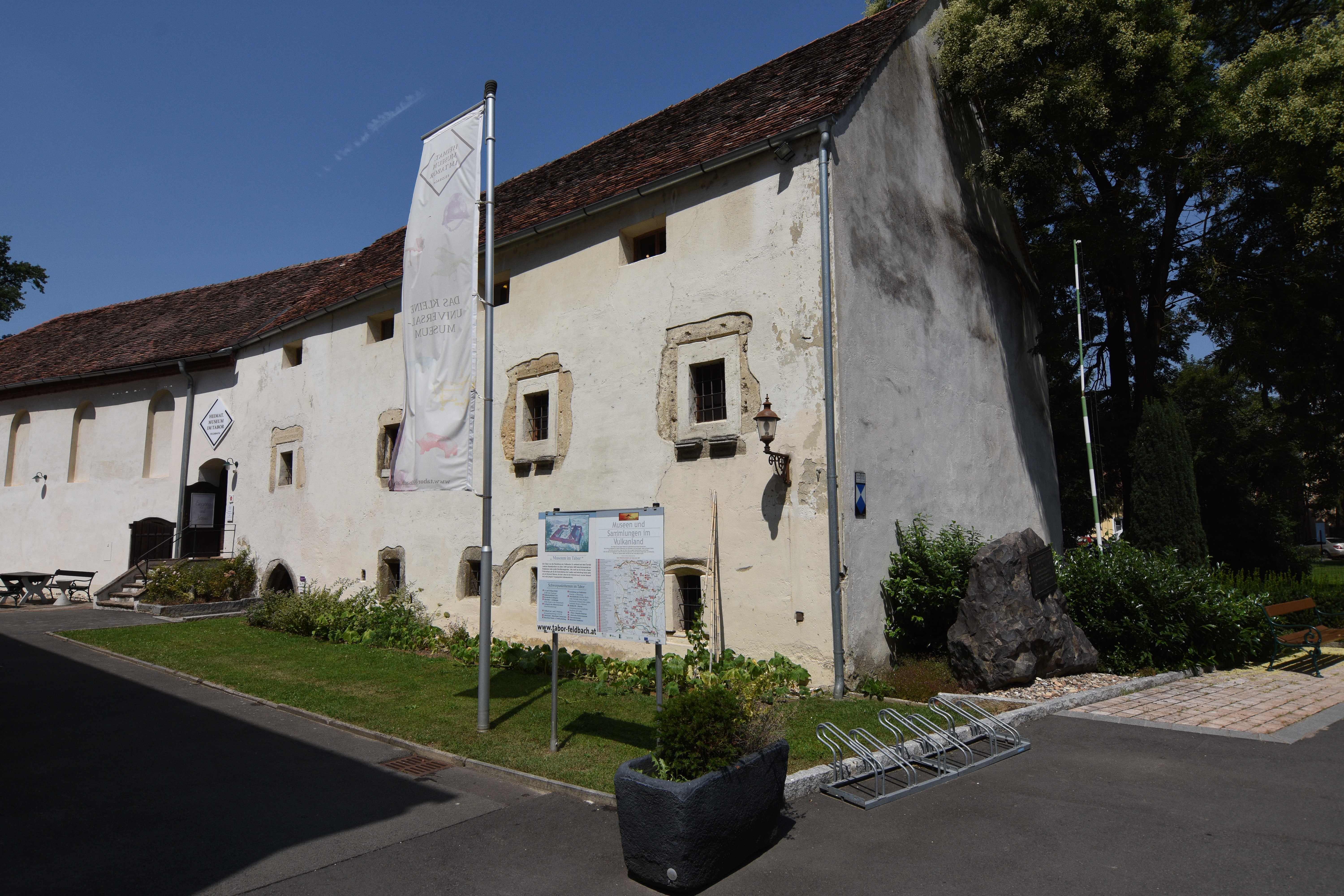
Heimat Museum Feldbacher Tabor

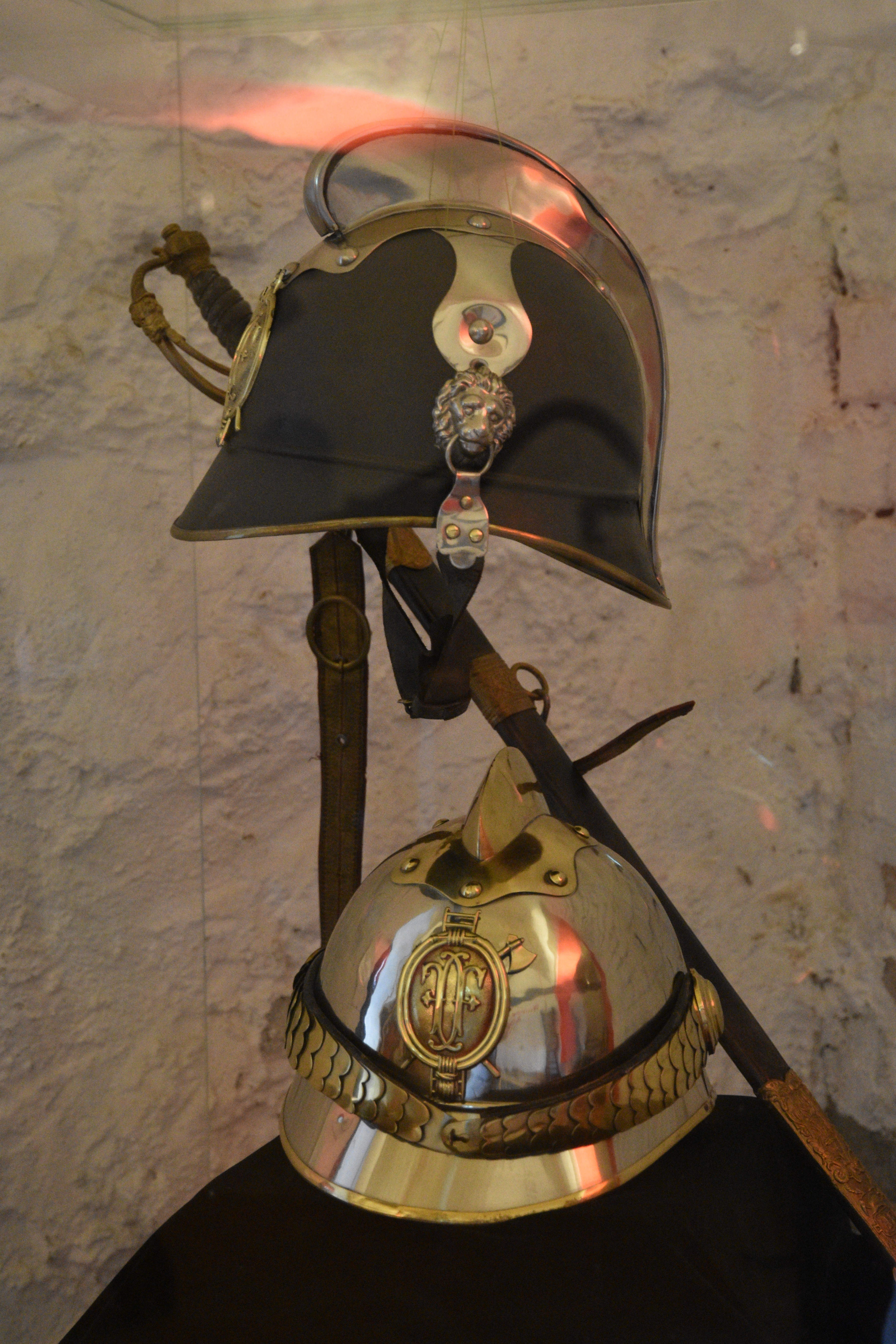
Heimat.Museum im Tabor

Die Feldbacher Pfarrkirche St. Leonhard wurde damals mit einem doppelten, von der Raab gespeisten Wassergraben und einer hohen Mauer samt Tor umgeben. Die Mauer trug Wehrgänge und war von Schießscharten durchbrochen. An ihrer Innenseite wurden elf kleine, zwei- bis dreigeschoßige Gaden- oder Taborhäuschen mit gewölbtem Keller, Wohnräumen, Speicher und Stall angelegt. Diese Fluchthäuser waren den einzelnen Bürgerhäusern des Marktes zugeordnet. Der Pfarrgaden, auf dem sich der erwähnte Inschriftstein befindet, besaß drei Keller, zwei Wohnräume und einen Kornspeicher. Im unverbauten Teil des Tabors konnte auch die Bevölkerung der Umgebung des Marktes Schutz finden.
Als 1605 die mit den Türken verbündeten Heiducken in die Steiermark einfielen, wurde zwar der Markt am 26. Oktober zerstört, der Tabor jedoch hielt allen Sturmversuchen stand. Der Heiduckeneinfall war ausschlaggebend dafür, dass nach 1615 auch der Markt selbst mit einer von Toren durchbrochenen Mauer umgeben wurde. Im Zuge dieser Befestigungsarbeiten stellte man aber auch den Tabor wieder her, der während des großen Feldbacher Hexenprozesses (1673–1675) als Gefängnis für die der Hexerei bezichtigten Personen diente. Der so genannte „Hexenkeller“ des Tabormuseums erinnert heute noch an diese düstere Episode der Marktgeschichte.
Gegen Ende des 17. Jahrhunderts verlor der Tabor zunehmend an Bedeutung und büßte schließlich im 18. Jahrhundert seine Wehrfunktion völlig ein. Lange Zeit dienten die Taborhäuschen nun als Schul- und Abstellräume, Magazine sowie Gemüse- und Eiskeller. 
Erst durch die Eröffnung des Feldbacher Heimatmuseums im Jahr 1952 wurde der Tabor einem neuen Verwendungszweck zugeführt. Durch die Gründung eines Unterstützungsvereines und die Schirmherrschaft der Stadtgemeinde Feldbach war seit 1986 seine Erhaltung gesichert. Das Museum wurde in den folgenden Jahrzehnten ständig erweitert und nimmt mittlerweile fast das gesamte Bauwerk ein. Es beherbergt heute in 41 Räumen zwölf verschiedene Abteilungen, die das Leben in der Oststeiermark von der Steinzeit bis in die jüngste Vergangenheit, aber auch die Geologie und Biologie der Region dokumentieren. Seit 2014 führt die Einrichtung die Bezeichnung Heimat.Museum im Tabor. Ergänzt wurde die Sammlung mit Zweiter Weltkrieg und Feuerwehr.